# Aloe leandrii
Aloe leandrii är en grästrädsväxtart som beskrevs av Jean Marie Bosser. Aloe leandrii ingår i släktet Aloe och familjen grästrädsväxter. Inga underarter finns listade i Catalogue of Life.